# Ostendorp (sauerländisches Adelsgeschlecht)

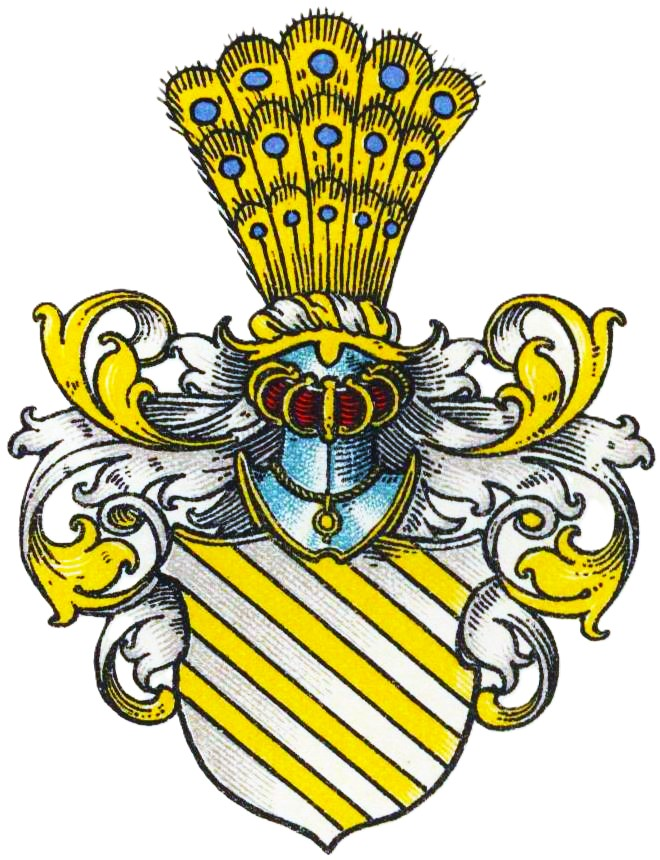
Wappen derer von Ossendorf im Wappenbuch des Westfälischen Adels

Ostendorp (auch: Ossendorf, Osterendorp, Knybe von Ostendorp, Ostendorp genannt Knybe, auch genannt Bockemul o. ä.) ist der Name eines erloschenen westfälischen Adelsgeschlechts.
Die Familie ist zu unterscheiden von einem namensgleichen münsterländischen Adelsgeschlecht Ostendorp zu Haus Ostendorf.

## Geschichte
Das Geschlecht stammt von einem namensgebenden Stammsitz im heutigen Ostentrop, eine Ortschaft der sauerländischen Gemeinde Finnentrop im Kreis Olpe in Nordrhein-Westfalen.
Die frühesten namentlichen Erwähungnen von Familienmitgliedern stammen aus dem 13. Jahrhundert. Hermann de Osterendorp war 1296 Ritter und Burgmann zu Bilstein, Henricus de Ostendorp 1327 Burgmann zu Grevenstein. Gegen 1300 trug ein Reyner, Ritter von Ostendorp, den Mansen zu Ostendorp vom Grafen von Arnsberg zu Lehen, ebenso Franco von Ostendorp eine Hufe zu Weuspert (Wustenbracht) und Heidenrich von Ostendorp den Westehof zu Ostendorp. Arnt von Osterendorf besaß ein Burglehen zu Grevenstein, das aus einer Wohnung zu Grevenstein, einer Wiese bei Wildenstein, vier Malter Frucht, den Zehnten zu Linnepe (Lynpe) in Westenfeld (Sundern), zu Weninghausen (Wenninchusen) und Bönkhausen (Boyninchsen) sowie die Zehnthöfe in Brenchusen, Schnellenhaus, Selschede, Meinkenbracht und Brenschede (Sundern) (Bredenscheid) bestand.
1368 gelobte Gerhart van Elspe, Pastor zu Sconholthusen dem Rotgher van Osterendorp, dass er und seine Nachfolger an allen Kirchweih- und Hauptfesttagen sowie in jedem Monat einmal, insgesamt 17 mal im Jahr, in der Kapelle zu Osterendorp Messe lesen wollen. 1374 versprach Knybe von Oysterndorp (Knybe war hier offenbar noch ein Vor-/Rufname) seinem Neffen Heinrich von Oysterndorp, jährlich eine halbe Mark wegen der Scheuer zu zahlen, die er mit dessen Zustimmung auf dessen Kirchhofe zu Oysterndorp errichtet hatte. Der Knappe Hynrick van Oysterendorppe und seine Ehefrau Fye verkauften 1382 dem Johann Kerl, Bürger zu Attendorn, ihren Hof zu Niederhelden (Nederenhelden) mit allem Zubehör. Dieselben verkauften 1392 den Zehnten zu Gelenhausen an Johann von Brockhausen. Herman van Osterendorp gt. Knybe und seine Frau Styne verkauften 1394 einen schmalen Zehnten zu Bleekhem, Schede, zum Nyenhues und zu Büren im Kirchspiel Drolshagen an Everhard Stummel, Bürger zu Attendorn. Nur drei Jahre später, 1397, verkauften deren Sohn, Heidenrich van Osterendorp, Herman Knyben Sohn van Ostendorp, und seine Frau Gostike van Broichusen, wohnhaft zur Bokemolen, demselben Everhard Stummel, Bürger zu Attendorn, den schmalen Zehnten, den sie im Kirchspiel Droilshagen von denen von Haldinchusen zu Lehen hatten, und baten Johan van Haldinchusen, den Käufer zu belehnen.
1561 wurde Hermann Bockemul für dessen Vater Johann Knivenn vonn Ostendorff gen. Bockemul von Kölner Erzbischof Johann Gebhard erblich mit dem Burghaus zu Schönstein einschließlich Zubehör belehnt, soweit dies Johann bisher als Gemahl der Elisabeth, Tochter des gestorbenen Gerhard von Seelbach gen. Dermbach, innehatte. 1572 wurde Hermanns Bruder Johann Knive von Ostendorff genannt Bockemül (erscheint 1593 als verstorben), verheiratet mit Sibylle und wohnhaft zu Listerhof (zum Listerhove), vom Kölner Erzbischof Salentin von Isenburg mit dem Burghaus zu Schönstein einschließlich Zubehör belehnt, wie dies zuvor Johann Bockemol als Gemahl der Elisabeth, Tochter des gestorbenen Gerhard von Seelbach gen. Dermbach, und dann Hermann Bockemol namens seines Vaters Johann vom Erzstift Köln erblich zu Lehen trug. Derselbe Johann Kniyff van Oestendorff gen. Bockmuln kaufte 1575 den hoff in der Wißen in Wissen und wurde 1578 von Georg von Hatzfeld dem Älteren mit je einem Hof zu Siegenthal, Oberhövels, Wisserhof (zur Wissen) und Neuroth (Neuwerade) sowie mit dem jeweiligen Zubehör im gleichen Umfang erblich belehnt wie dies der Schwiegervater seines Vaters und dessen Vorfahren (seines vatters hausfrauwenn vatter unnd ihre vorvader) von seinen Vorfahren als Herren zu Wildenburg zu Lehen trugen. Johanns Schwester Bela Knybe von Ostendorp genannt Bockemol war 1586 mit Georg von Hanxleden zu Kombach verheiratet.
Laut Max von Spießen bestand die Familie noch 1603.

## Wappen
Blasonierung im Wappenbuch des Westfälischen Adels: In Silber fünf goldene schrägrechte Balken. Auf dem gold-silbern bewulsteten Helm mit gold-silbernen Helmdecken ein goldener Pfauenbusch.
Die Darstellung des Wappens im Wappenbuch des Westfälischen Adels ist aber wohl nicht vollständig korrekt. Das Siegel der o. g. 1382er Urkunde zeigt im Schild einen dickeren Schrägrechtsbalken, der oben und unten jeweils von zwei schmaleren Schrägrechtsbalken begleitet wird. Damit ist das Ostendorp-Wappen nahezu identisch mit dem Wappen derer von Heygen aus dem wenige Kilometer entfernten Heggen. Offenbar mit einem ähnlichen Siegelbild werden die Ostendorper Siegel an den o. g. 1394er und 1397er Urkunden vom Landesarchiv mit „bordierter Schrägrechtsbalken“ beschrieben.